# Martí Dot i Parellada
Martí Dot i Parellada (Sant Feliu de Llobregat, 1900-1973) va ser un poeta i metal·lúrgic català.

## Biografia
Va néixer en el si d'una família obrera; els seus pares treballaven a la fàbrica de Can Bertrand de Sant Feliu. Va començar a cursar els seus estudis a la seva ciutat natal, però més endavant, els va prosseguir a Sant Joan Despí. Va començar a treballar de molt jove en la metal·lúrgia.
S'inicià en el món de la poesia a través de la lectura dels poetes catalans; tenia predilecció per Jacint Verdaguer i Josep Carner. A partir d'aquí, va començar la seva incursió en el món literari, presentant les seves composicions poètiques a certàmens i revistes locals. Premiaren un bon grapat dels seus poemes en concurs i jocs florals de Manresa, Cornellà, el Prat, Sant Vicenç dels Horts, Barcelona, i especialment, Sant Feliu. Encara que el seu corpus creatiu fossin majoritàriament poemes, també cultivà obres teatrals, quadres escènics i guions radiofònics que la majoria resten inèdits.
| « | La seva obra és discreta, modesta però d'un alt valor sentimental i emotiu per a tota la població santfeliuenca. | » |
| — Agustí Vilar, "La poesia de Martí Dot", introducció a El centenari de Martí Dot a les escoles 1900-2000. | |   |

Dot va finar el 26 de gener de 1973, als 72 anys, a l'entresòl de la casa núm. 36 del carrer General Moscardó (ara Pi i Margall). Pòstumament, es va publicar bona part del seu corpus poètic a Poesies editat per l'Ajuntament de Sant Feliu de Llobregat.

## Premi Martí Dot
Pòstumament, a partir de l'any 1974, la regidoria de cultura de l'Ajuntament de Sant Feliu, a iniciativa d'alguns santfeliuencs com Joana Raspall, Llorenç Sans, Matilde Bertran i Jaume Bosch, va impulsar també el premi Martí Dot adreçat a poetes joves, amb la intenció de ser una primera plataforma d'impuls a les seves produccions. És per aquest motiu que l'edat dels participants està limitada als 25 anys (fins als 30 anys des del 2010). El guanyador percep un premi en metàl·lic així com la publicació de la seva obra. El veredicte es fa públic en el marc d'una festa literària. Algunes joves promeses que van rebre aquest guardó van ser Vicenç Villatoro, Pasqual Mas o David Escamilla.